# Howdi Gaudi
Howdi Gaudi, Els Gaudins en catalán, es una serie de animación infantil española estrenada en el año 2002.
La historia transcurre en un universo fantástico llamado Gaudinia, claramente inspirado en el imaginario arquitectónico del artista modernista Antoni Gaudí.
La serie fue emitida originalmente en TV3 y posteriormente en Disney Channel España y se distribuyó en más de 70 países.

## Sinopsis
Los protagonistas son Al, Tabi y Eugeni, tres jóvenes que viven en Gaudinia, una ciudad fantástica donde la imaginación y el arte son fundamentales. Juntos luchan contra los planes de la malvada bruja Katchia, que quiere convertir Gaudinia en un lugar gris, sin creatividad ni emociones. Los episodios combinan humor, acción y mensajes educativos centrados en el arte, la innovación y la amistad.

## Estilo visual
La serie destaca por su estética basada en las formas orgánicas, coloridas y onduladas características del modernismo catalán, especialmente del legado arquitectónico de Antoni Gaudí, como la Sagrada Familia, el Parque Güell o la Casa Batlló.

## Producción
Howdi Gaudi fue una coproducción entre las compañías españolas Brun Bro y Digital Pictures, con la participación del productor estadounidense Phil Roman, conocido por su trabajo en Garfield y Los Simpson.
La serie se desarrolló coincidiendo con la conmemoración del 150 aniversario del nacimiento de Gaudí, y recibió apoyo institucional para su internacionalización.

## Lista de episodios
La serie consta de 26 episodios de aproximadamente media hora cada uno. Los títulos, en orden de emisión, son:
1. Lágrimas de cocodrilo
2. Eu-genio por un día
3. De aquí a cien años, todos calvos
4. Toser o no toser
5. Por amor al arte
6. Desgracias
7. El rescate
8. A la mazmorra
9. La venganza de Bamama
10. El vestido nuevo de Katchia
11. La rebelión de los peces
12. Voy volando

## Emisión
La serie se emitió en TV3 bajo el título Els Gaudins y más tarde en Disney Channel España. También fue doblada a numerosos idiomas y exportada a más de 70 países de Europa, América, Asia y África.

## Formato doméstico
En España, se publicaron seis DVD oficiales donde se editaron los 26 capítulos de la serie, permitiendo a los aficionados acceder a la colección en formato doméstico. Estos incluyen varios «Cómo se hizo» de la ficción que permiten al espectador conocer más de Gaudí y su universo.

## Recepción
A pesar de ser una producción nacional, la serie tuvo un importante recorrido internacional. Fue valorada por su originalidad estética y su enfoque educativo, al promover valores como la imaginación, el arte y la diversidad cultural.